# Semenovia heracleifolia
Semenovia heracleifolia är en flockblommig växtart som först beskrevs av H.Wolff, och fick sitt nu gällande namn av Ian Charleson Hedge och Lamond. Semenovia heracleifolia ingår i släktet Semenovia och familjen flockblommiga växter. Inga underarter finns listade i Catalogue of Life.